# Franco Agustín Vázquez
Franco Vázquez (Buenos Aires, 2 de enero de 2005) es un futbolista argentino que juega como defensor central en Argentinos Juniors, de la Primera División de Argentina.

## Trayectoria

### Argentinos Juniors
Debutó en la primera de Argentinos el 28 de mayo de 2024, en el marco de la Copa Sudamericana, con un triunfo 2-1 frente a Nacional.

## Selección nacional
El 1 de marzo de 2024 fue convocado en la primera lista del nuevo ciclo 2024-2025 de la Selección de fútbol sub-20 de Argentina.

## Estadísticas

### Clubes
Actualizado al último partido disputado el 28 de mayo de 2024.
| Club                         | Div.                | Temporada           | Liga | Liga | Copa Nacional | Copa Nacional | Copa Internacional | Copa Internacional | Total | Total |
| Club                         | Div.                | Temporada           | PJ   | G    | PJ            | G             | PJ                 | G                  | PJ    | G     |
| ---------------------------- | ------------------- | ------------------- | ---- | ---- | ------------- | ------------- | ------------------ | ------------------ | ----- | ----- |
| Argentinos Juniors Argentina |                     |                     |      |      |               |               |                    |                    |       |       |
| 1.ª                          | 2024                | 0                   | 0    | 0    | 0             | 1             | 0                  | 1                  | 0     |       |
| Total                        | Total               | 0                   | 0    | 0    | 0             | 1             | 0                  | 1                  | 0     |       |
| Total en su carrera          | Total en su carrera | Total en su carrera | 0    | 0    | 0             | 0             | 1                  | 0                  | 1     | 0     |